# سام ستيوارت
سام ستيوارت (بالإنجليزية: Sam Stewart)‏ هو لاعب دوري الرغبي وضابط شرطة نيوزيلندي، ولد في 5 ديسمبر 1962 في ويلينغتون في نيوزيلندا.